# Teoria acido-base di Lewis

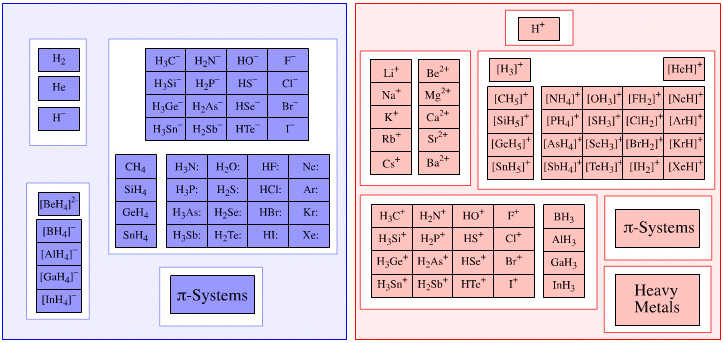
Un diagramma degli acidi e delle basi di Lewis

La teoria acido-base di Lewis è una teoria proposta dal chimico Gilbert Lewis nel 1923, come estensione del concetto di acido-base rispetto alla teoria di Brønsted-Lowry.

## Descrizione
Secondo la teoria di Lewis:
- un acido è una sostanza capace di accettare un doppietto elettronico da un'altra specie chimica.
- una base è una sostanza capace di donare un doppietto elettronico libero da legami ad un'altra sostanza

Secondo la definizione di Lewis sono acidi anche composti come il cloruro di alluminio ed il borano, che presentano nella loro struttura un orbitale vuoto capace di alloggiare un doppietto elettronico proveniente da un donatore, e legarsi quindi ad esso tramite un legame dativo.
Sono invece basi anche composti come il tricloruro di fosforo o la piridina, che possiedono un doppietto elettronico non condiviso, che possono trasferire tramite un legame dativo ad un accettore.
Nell'esempio qui riportato, secondo Lewis l'ammoniaca è la base ed il trifluoruro di boro è l'acido:
H3N: + BF3  →   H3N→BF3
Gli acidi di Lewis sono noti in chimica organica anche come reagenti elettrofili, mentre le basi di Lewis anche come reagenti nucleofili.
Nel 1968, Ralph G.Paerson della Northwestern University (Illinois) pubblicò la teoria sulla forza degli acidi e delle basi (HSAB) di Lewis, completandone la teoria.